# Liste der Monuments historiques in Rugney
Die Liste der Monuments historiques in Rugney führt die Monuments historiques in der französischen Gemeinde Rugney auf.

## Liste der Immobilien
| Bezeichnung                | Beschreibung                                                                      | Standort      | Kennzeichnung | Schutzstatus | Datum | Bild           |
| -------------------------- | --------------------------------------------------------------------------------- | ------------- | ------------- | ------------ | ----- | -------------- |
| Templerkommende von Xugney | später Kommende des Johanniterordens; aus der zweiten Hälfte des 12. Jahrhunderts | Xugney (Lage) | PA00107271    | Inscrit      | 1926  | weitere Bilder |

## Liste der Objekte
| Bezeichnung       | Beschreibung                     | Standort                       | Kennzeichnung | Schutzstatus | Datum | Bild |
| ----------------- | -------------------------------- | ------------------------------ | ------------- | ------------ | ----- | ---- |
| Kanzel            | Holz, Mitte des 18. Jahrhunderts | in der Kirche Ste-Barbe (Lage) | PM88000831    | Classé       | 1960  |      |
| Zwei Beichtstühle | Holz, Mitte des 18. Jahrhunderts | in der Kirche Ste-Barbe (Lage) | PM88000832    | Classé       | 1960  |      |